# Comuna Hreciînți, Letîciv
Hreciînți (în ucraineană Гречинці) este o comună în raionul Letîciv, regiunea Hmelnîțkîi, Ucraina, formată din satele Hreciînți (reședința), Ivanînți, Mîhunkî și Vîșneve.

## Demografie
Componența lingvistică a comunei Hreciînți
     Ucraineană (99,8%)
     Alte limbi (0,2%)
Conform recensământului din 2001, majoritatea populației comunei Hreciînți era vorbitoare de ucraineană (99,8%), existând în minoritate și vorbitori de alte limbi.